# علكم (المخادر)

تعديل مصدري - تعديل

علكم محلة تابعة لقرية الريد، التابعة لعزلة بني سرحة بمديرية المخادر إحدى مديريات محافظة إب في الجمهورية اليمنية، بلغ تعداد سكانها 103 حسب تعداد اليمن لعام 2004.